# Svetopisemski kodeksi
Svetopísemski kódeksi so kodeksi, na katerih je zapisano Sveto pismo. V teku časa so se določeni kodeksi ohranili le v obliki manjših izsekov, medtem ko so pa drugi ohranjeni v celoti.
Najpomembnejši kodeksi so:
- Aleksandrijski kodeks,
- Alepski kodeks,
- Bezov/cambridgski kodeks,
- Codex Amiatinus,
- Codex Ephraemi Rescriptus,
- Leningrajski kodeks,
- Sinajski kodeks,
- Vatikanski kodeks,...